# Castelul lordului Valentin
Castelul lordului Valentin (engleză: Lord Valentine's Castle) este un roman științifico-fantastic de Robert Silverberg, prima oară publicat în 1980. Romanul face parte din Seria Majipoor, o serie de romane și povestiri  a căror acțiune are loc pe planeta Majipoor. A câștigăt premiul Locus pentru  cel mai bun roman în genul fantezie în 1981 și a fost nominalizat la Premiul Hugo din 1981.
Este un roman asemănător ca temă cu Dune de Frank Herbert.

## Prezentare
Valentin se trezește fără nicio amintire pe uriașa planetă Majipoor și fără niciun țel, la marginea atotputernicei cetăți Pidruid. Acolo, Lord Valentin, Coronalul, stăpânul  Majipoor-ului a venit cu tot alaiul curții sale. Dar amnezicul și cerșetorul Valentin este urmărit de vise ciudate: că el ar fi de fapt adevăratul Lord Valentin, adevăratul Coronal, al cărui spirit ar fi fost transferat prin știință ori magie în trupul unui necunoscut. 